# Новоолексіївка (Вознесенський район)
Новоолексі́ївка — село в Україні, у Братській селищній громаді Вознесенського району Миколаївської області. Населення становить 19 осіб.

## Географія
У селі бере початок Балка Милорадова.

## Населення
Згідно з переписом УРСР 1989 року чисельність наявного населення села становила 40 осіб, з яких 12 чоловіків та 28 жінок.
За переписом населення України 2001 року в селі мешкало 19 осіб.

### Мова
Розподіл населення за рідною мовою за даними перепису 2001 року:
| Мова       | Чисельність | Відсоток |
| ---------- | ----------- | -------- |
| українська | 18          | 89,47%   |
| румунська  | 2           | 10,53%   |
| Усього     | 19          | 100%     |

## Відомі люди
В селі народився Данченко Олександр Григорович — український графік.